# Páncélba zárt szellem: SAC 2045
A Páncélba zárt szellem: SAC_2045 (eredeti cím: 攻殻機動隊 SAC_2045) egy japán-amerikai animációs websorozat, ami Siró Maszamune 1980-as Ghost in the Shell japán mangasorozata alapján készült, és a 2005-ös Stand Alone Complex alternatív szálba van beállítva.
A sorozat kizárólag a Netflixen került bemutatásra 2020. április 23-án, egyelőre még csak japán szinkronnal, mivel a COVID–19-járvány miatt az angol szinkron készítése el lett késleltetve, és csak 2020. május 3-án vált elérhetővé.

## Gyártás
A Kodansha és a Production I.G 2017. április 7-én bejelentette, hogy Kamijama Kendzsi és Aramaki Sindzsi társ-rendezésével új Ghost in the Shell anime készül. A Netflix 2018. december 7-én számolt be arról, hogy megszerezték a Páncélba zárt szellem: SAC_2045 original net animation (ONA) animesorozat streaming jogát világszerte, és 2020. április 23-án jelenik meg.
A sorozat 3D CGI-ben készül el, a Sola Digital Arts és a Production I.G együttműködik a projektben.
Később kiderült, hogy Ilja Kuvsinov kezeli a karakterek designját. Bejelentették, hogy az új sorozatnak két évada lesz, mindegyik évadban 12 epizód.

## Cselekmény
2045-ben, az Egyidejű Globális Alapértelmezett néven ismert gazdasági katasztrófa után, amely elpusztította a papír és az elektronikus pénznem minden formáját, a világ „Nagy 4” nemzetségei soha véget nem érő „fenntartható háború” állapotban vannak, a gazdaság fenntartása érdekében.
Ebben a világban a Motoko, Batou és a 9. Közbiztonsági Szektor többi tagja zsoldosként eladta magát a GHOST csoportban, kibernetikus fejlesztéseik és harci tapasztalataik felhasználásával, hogy megélhetést szerezzenek, miközben forrongási pontokat oszlatnak fel. A poszthumánok megjelenése és az Aramaki igazgató által feltárt összeesküvés azonban újraalakulásra készteti a PSS9-et.

## Szereplők
| Szereplő            | Japán hang        | Angol hang               |
| ------------------- | ----------------- | ------------------------ |
| Kuszanagi Motoko    | Tanaka Acuko      | Mary Elizabeth McGlynn   |
| Aramaki Daiszuke    | Szaka Oszamu      | William Frederick Knight |
| Batou               | Ócuka Akio        | Richard Epcar            |
| Togusza             | Jamadera Kóicsi   | Crispin Freeman          |
| Isikava             | Nakano Jutaka     | Michael McCarty          |
| Szaitó              | Ókava Tóru        | Dave Wittenberg          |
| Paz                 | Onozuka Takasi    | Bob Buchholz             |
| Borma               | Jamagucsi Taró    | Dein Wein                |
| Tacsikoma           | Tamagava Sakiko   | Melissa Fahn             |
| Purin Esaki         | Han Megumi        | Cherami Leigh            |
| Standard            | Cuda Kendzsiró    | Keith Silverstein        |
| John Smith          | Szóze Kaidzsi     | Roger Craig Smith        |
| Kuriszu Ótomo Teito | Kijama Sigeo      | Armen Taylor             |
| Simamura Takasi     | Hajasibara Megumi | Max Mittelman            |

## Epizódok

### Első évad (2020)
| #   | Cím | Premier                             |
| --- | --- | ----------------------------------- |
| 1.  | SEMMI HANG, SEMMI ÉLET – Fenntartható háború (NO NOISE NO LIFE - Sustainable War)                      | 2020. április 23. 2020. április 23. |
| 2.  | SAJÁT FELELŐSSÉG – Fallal elválasztva (AT YOUR OWN RISK - Divided by a Wall)                           | 2020. április 23. 2020. április 23. |
| 3.  | A SZABADÚSZÓ – Bevetés közben eltűnt (MAVERICK - MIA)                                                  | 2020. április 23. 2020. április 23. |
| 4.  | A BEÁLDOZOTT GYALOG – A Megosztottság küldötte (SACRIFICIAL PAWN - Emissary from the Divide)           | 2020. április 23. 2020. április 23. |
| 5.  | PATRICK HUGE – Isteni ajándék (PATRICK HUGE - Gift from God)                                           | 2020. április 23. 2020. április 23. |
| 6.  | KÖZZÉTÉTEL – Kvantifikált evangélium (DISCLOSURE - Quantized Gospel)                                   | 2020. április 23. 2020. április 23. |
| 7.  | MAKKAL ÁLMODNI – Az első bankrablás (PIE IN THE SKY - First Bank Robbery)                              | 2020. április 23. 2020. április 23. |
| 8.  | EGYESÜLÉS – Togusa halálának következményei (ASSEMBLE - What Came About as a Result of Togusa's Death) | 2020. április 23. 2020. április 23. |
| 9.  | SZEMÉLYAZONOSSÁG-LOPÁS – Magányos küzdelem (IDENTITY THEFT - The Lonely Struggle)                      | 2020. április 23. 2020. április 23. |
| 10. | A NETESEK – A kilángolás lehetséges okai (NET PEOPLE - Reasons Leading to Flameout)                    | 2020. április 23. 2020. április 23. |
| 11. | MENŐZÉS – A 14 évesek felkelése (EDGELORD - The Revolution of the 14-year-olds)                        | 2020. április 23. 2020. április 23. |
| 12. | NOSZTALGIA – Mindenkiből N (NOSTALGIA - All Will Become N)                                             | 2020. április 23. 2020. április 23. |

## Fordítás
Ez a szócikk részben vagy egészben  a   Ghost in the Shell: SAC 2045 című angol Wikipédia-szócikk ezen változatának fordításán alapul.  Az eredeti cikk szerkesztőit annak laptörténete sorolja fel. Ez a jelzés csupán a megfogalmazás eredetét és a szerzői jogokat jelzi, nem szolgál a cikkben szereplő információk forrásmegjelöléseként.